# 馮顥 (北魏)
馮顥（？—？），長樂郡信都縣（今河北省衡水市冀州區）人，北魏大臣。

## 生平
冯诞和乐安长公主的儿子，乐安长公主是魏献文帝之女。冯诞是文明冯皇后哥哥冯熙的儿子，封爵长乐郡公，冯颢的哥哥冯穆改封扶風郡公。由冯颢承袭父亲冯诞长乐郡公的爵位。冯颢官至光禄大夫、长乐郡开国公。娶彭城王元勰和李媛華的女儿元楚華为妻。根据李媛華墓志铭，524年李媛華去世时，冯颢称为故光禄大夫长乐郡开国公，说明他已经故去。

## 传记資料
- 《魏書》卷83上 列传第71上
- 《北史》卷80 列传第68
- 《魏故使持节假黄钺侍中太师领司徒都督中外诸军事彭城武宣王妃李氏墓志铭》